# Hasdrúbal el Boetarc
Hasdrúbal (en llatí Hasdrubal) va ser un general cartaginès de la Tercera Guerra Púnica. S'esmenta per primera vegada a la guerra contra Massinissa de Numídia que va precedir la guerra contra Roma l'any 150 aC.
Apià l'esmenta amb el càrrec de boetarc (Βοήθαρχος) càrrec de naturalesa desconeguda, encara pot voler dir comandant de tropes auxiliars. Després que els dos fills de Massinissa, Gulussa i Micipsa, enviats com ambaixadors, fossin insultats i atacats a Cartago, va esclatar la guerra de Massinissa i va participar en el setge d'Oroscopa, on el senat cartaginès el va enviar amb 25.000 homes i 400 cavallers, a més de 6.000 genets númides que van desertar del camp de Massinissa. Va lliurar batalla contra rei númida, però després de tot el dia de combat no hi va haver cap guanyador i van començar converses on va intervenir Publi Corneli Escipió Africà Emilià que hi era present accidentalment, però les converses van fracassar.
Massinissa progressivament va poder col·locar a Hasdrúbal en una posició en què no podia rebre subministraments i finalment el cartaginès va haver de capitular per manca d'aliments, i per un acord va poder sortir amb seguretat deixant armes i bagatges; quan ja es retiraven els númides els van atacar traïdorament, violant el tractat i l'exèrcit cartaginès va quedar destruït.
Hasdrúbal i uns quants més es van poder escapar cap a Cartago. El senat cartaginès, per salvar la cara davant Roma, el va condemnar al desterrament junt amb tots els que havien estat a favor de la guerra contra Massinissa. Es va refugiar en territori númida i va reunir un exèrcit de vit mil homes; mentre el senat va veure que fes les concessions que fes, no podia evitar els propòsits romans per destruir Cartago, i quan es van iniciar els preparatius per l'enfrontament final van cridar a Hasdrúbal i li van donar el comandament, l'any 149 aC junt amb un altre Hasdrúbal (net de Massinissa) que tindria el comandament de la ciutat. El seu exèrcit li assegurava el domini en camp obert i l'arribada de subministraments a la ciutat, mentre els romans havien de rebre les seves provisions per mar. La cavalleria d'Hasdrúbal va fustigar als romans per impedir un setge formal i tots els moviments romans. El cònsol Manli va decidir fer una expedició contra la ciutat interior de Neferis on eren els quarters d'Hasdrúbal, i fou rebutjat amb fortes pèrdues i es va haver de retirar; un segon atac de Manli també va acabar en fracàs. Hasdrúbal llavors va exigir el comandament únic i es va desfer d'Hasdrúbal, el net de Massinissa.
Quan va arribar Publi Corneli Escipió l'any 147 aC, Hasdrúbal va avançar a la vora de les muralles de la ciutat i va establir el seu camp proper al del general romà, però no va saber impedir que una nit els romans ataquessin per sorpresa el barri de Mègara; en revenja Hasdrúbal va matar a tots els presoners romans, després de mutilar-los de la manera més horrible, i els va exposar a les muralles a la vista dels soldats romans.
Això no va portar cap benefici als cartaginesos, ja que molts ho van considerar horrible (i el senat va emetre les seves queixes) i els romans es van veure obligats a lluitar a mort; però ja tenia la direcció a l'interior i exercia un poder sense contrapartida; molts senadors que se li oposaven van morir executats i es va comportar com un rei o un tirà amb el poder absolut.
Quan Escipió va completar el setge i la gana va aparèixer a la ciutat, Hasdrúbal va reservar els subministraments, que de mica en mica arribaven, pels seus soldats i els seus lleials. Per mitjà de Gulussa va obrir converses amb Escipió, però aquest només li va garantir seguretat per ell i la seva família i alguns amics, i Hasdrúbal va refusar rendir la ciutat en benefici propi tot i que ja no hi havia esperances.
L'any 146 aC va haver d'evacuar el port i altres barris i concentrar la defensa a la ciutadella de Birsa sobre la que Escipió va concentrar els atacs; els romans van avançar metre a metre, demolint les cases que anaven trobant una per una; els habitants, afamats, s'entregaven a Escipió que els rebia com a presoners; només alguns desertors romans i els principals caps cartaginesos van resistir fins al final al temple d'Esculapi. Hasdrúbal finalment va fugir amb la seva dona i un fill i es va entregar a Escipió que li va perdonar la vida; la seva dona i el fill es diu que no el van seguir i es van tirar a les flames del temple.
Hasdrúbal va ser portat presoner a Roma on va participar en el triomf del general romà i després se'l va enviar presoner a una ciutat de província on va viure fins a la seva mort en data desconeguda.